# Ompok pinnatus
Ompok pinnatus är en fiskart som beskrevs av Ng 2003. Ompok pinnatus ingår i släktet Ompok och familjen malfiskar. IUCN kategoriserar arten globalt som otillräckligt studerad. Inga underarter finns listade i Catalogue of Life.